# Utetheisa elata
Utetheisa elata är en fjärilsart som beskrevs av Fabricius 1798. Utetheisa elata ingår i släktet Utetheisa och familjen björnspinnare. Inga underarter finns listade i Catalogue of Life.